# Specioza Kazibwe

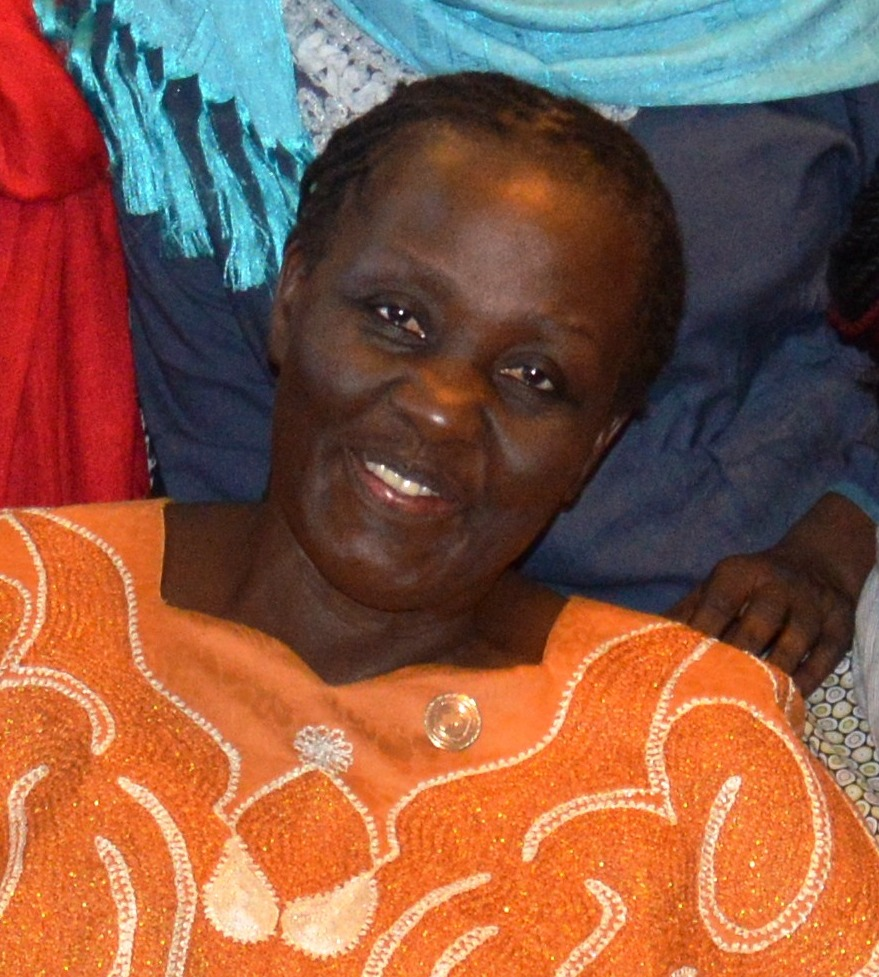
Specioza Wandira Kazibwe 2015

Specioza Naigaga Wandira Kazibwe (* 1. Juli 1955 in Iganga, Ostuganda) ist eine ugandische Politikerin, Frauenrechtlerin und ehemalige Vizepräsidentin.

## Leben
Nach dem Studium der Medizin an der Makerere University in Kampala arbeitete sie als Ärztin.
Ihre politische Laufbahn begann sie als Mitglied der Jugend- und Frauenorganisation der „Ugandan Democratic Party“ (UDP). Anfang der 1980er Jahre wurde sie Ortsvorsitzende des von Yoweri Museveni gegründeten „National Resistance Movement“ (NRM). Nach einer Tätigkeit als Frauenrepräsentin der NRM im Distrikt Kampala war sie 1986 Vorsitzende der Wahlkampfberatungskommission von Museveni bei dessen erster Präsidentschaftskandidatur 1986.
1989 berief Premierminister Samson Kisekka sie zur Vizeministerin für Industrie. In der Nachfolgeregierung von George Cosmas Adyebo war sie ab 22. Januar 1991 Ministerin für Geschlechter und Gesellschaftsentwicklung.
1994 wurde Dr. Kazibwe als Nachfolgerin von Kisekka Vizepräsidentin von Uganda. Sie war damit die erste Afrikanerin, die ein solches Amt bekleidete. Zugleich war sie Ministerin für Landwirtschaft, Viehindustrie und Fischerei. 1994 wurde sie in die Verfassunggebende Versammlung sowie 1996 als Abgeordnete für den Wahlkreis Kigulu South in das Parlament gewählt.
1998 gründete sie in Zusammenarbeit mit der Organisation für Afrikanische Einheit und der UN-Wirtschaftskommission für Afrika das „African Women Committee on Peace and Development“ (AWCDP).
Am 21. Mai 2003 trat sie dann von ihren politischen Ämtern zurück, nachdem sie im April 2002 die Scheidung von ihrem Ehemann eingereicht hatte, den sie häuslicher Gewalttaten beschuldigte. Hierbei handelte es sich um ein für ugandische Verhältnisse ausgesprochenes „Politikum“, da zwar Gewalttaten an Frauen und Vielehen in Uganda durchaus üblich, Scheidungsanträge (durch Frauen) aber eher selten sind. Durch ihre Darstellungen in der Öffentlichkeit brach sie ein Tabu in der ugandischen Gesellschaft.
Später nahm Dr. Kazibwe ein Medizinstudium an der Harvard University auf.

## Auszeichnungen
- 1998 „Ceres Medal“ der Ernährungs- und Landwirtschaftsorganisation (FAO)